# Кемпендяй (село)
Кемпендяй — посёлок в Сунтарском улусе Якутии. Расположен на правом берегу реки Кемпендяй в 57 км от улусного центра села Сунтар. Река Кемпендяй имеет ширину в пределах 10-15 м, при глубине от 1 м до 1,5 м. Вода солёная, так как около истока есть месторождение соли. Речка имеет хорошо разработанную долину, ширина которой местами достигает 100—200 м.
На территории Кемпендяйского наслега более 40 больших и малых озёр, десятки ручейков. Самые крупные озёра — Муосааны, Чайынгда и Арбанда, расположены в 90 км от Кемпендяя. В озёрах Кемпендяя водятся окунь, сорога, елец, щука, ёрш, красноглазка, таймень, карась и другие виды рыб. В лиственных и сосновых лесах Кемпендяя водятся лось, бурый медведь, росомаха, рысь, волк, а из промысловых соболь, белка, горностай, лисица и другие животные. Растительный мир очень богат. По свидетельству краеведов здесь произрастают дикий папоротник и другие редкие растения. В лесах много брусники и голубики.
Природа Кемпендяя на сегодня остаётся экологически чистой. Природные ресурсы Кемпендяя постоянно привлекали внимание путешественников, учёных, специалистов и деловых людей.
Численность населения составляет примерно 501 человек.

## Топонимика
Известный топонимик Багдарыын Сулбэ пишет, что название «Кемпендяй» неправильно. Правильнее «Кэппэндээйи». Слово произошло от эвенкийского кэпэ — «уллубут», то есть раздулся пузырем, аффикс — нгда используется при названиях рек и озёр. йи — тунгусо-маньчжурское окончание, которое сейчас не используется.
По мнению молодого краеведа, учителя А. Е. Яковлева, название реки Кимбядя и Кемпендяй схожи. Кимбядя переводится как «река, текущая вдоль высоких гор».

## Связь
С 22 июня 2022 работает 4G Beeline.
С 15 июля 1992 Сахателеком

## Соляной источник
Кемпендяйские соляные источники находятся на берегу реки Кемпендяй. О них известно уже очень давно. В 1640 году русский казак Воин Шахов впервые добыл 100 пудов соли. В 1736 году соляные источники впервые исследовал Степан Петрович Крашенинников, будучи участником экспедиции Витуса Беринга. В 1737 году вышел царский указ об использовании кемпендяйской соли.
Сользавод находится на окраине Кемпендяя, на правом берегу реки. Солёная вода (рассол) круглосуточно, зимой и летом изливается в бассейн из-под земли по вертикальным трубам. Зимой соль из воды вымораживается. Весной, под действием солнечного тепла, вода постепенно испаряется, и в бассейне накапливается (пищевая) соль. Летом её сгребают в кучу. Издали кажется, что и летом, в 30-градусную жару все покрыто снегом.
Максимальный объём добычи соли в 1973 году составил 4600 тонн. В последние годы наблюдается снижение её добычи, например в 2002 году было добыто всего 500 тонн. Это объясняется многими причинами, например, закрытием предприятий, которые когда-то покупали кемпендяйскую соль, разрушением хозяйственных связей и т. п. Однако есть перспектива, что потребность в соли местного производства будет возрастать и Кемпендяйский сользавод снова увеличит её добычу.
Месторождения поваренной соли, кроме Кемпендяя, обнаружены в местности Таас-Туус, в 30 км от села Кемпендяй. Там соль находится в твёрдом состоянии, и такую соль называют каменной. В настоящее время она не добывается.

## Лечебное озеро Мохсоголлох
Так же, как и в якутском эпосе, где «живая вода» исцеляет доброго богатыря, вода и грязь этого озера обладают целебными свойствами. Озеро имеет подковообразную форму, длина его 2 км. Глубина рапы (насыщенного соляного раствора) составляет 1 м 60 см. Лечебная грязь находится в южной половине озера.
Температура воды озера не одинаковая и делится на 3 слоя: верхний слой толщиной 25 — 30 см имеет температуру +31° С, средний слой толщиной 40 — 50 см теплее и достигает +40° С, а нижний слой толщиной 120 см отличается тем, что температура его постепенно понижается и у дна равна +21° С. Все три слоя строго выдерживаются по всей площади озера.
Лечебную грязь добывают вручную, она чёрного цвета, вязкая, без запаха, имеет много лечебных свойств. Поэтому уже в XIX веке здесь самостоятельно лечились местные жители. Первым врачом был Андрей Тимофеевич Перфильев, работавший в Кемпендяе в 1916—1918 годах. В 1921 году. здесь была открыта первая в Якутии грязелечебница, где первым врачом стал Александр Тимофеевич Потапов. До настоящего времени больные лечатся здесь от многих болезней: ревматизма, остеохондроза, ангины и т. д. В Кемпендяе работает санаторий-профилакторий алмазодобывающей компании АЛРОСА, где можно лечиться и отдыхать не хуже, чем на известных курортах других областей России.

## Угольный карьер
Карьер расположен в 5 — 6 км на юго-западе от села, за рекой Кемпендяй в местности Уоттах-Хая. Своё название местность получила от того, что когда-то угольные пласты самопроизвольно возгорались под землей и подземные пожары полыхали годами. Залегающий здесь бурый уголь добывают только в зимний период (с января по апрель) открытым способом. Иногда уголь добывают с помощью взрывов. В год здесь добывается 25 000 т угля. Добытый уголь отвозят и складируют на площадке за рекой. Уголь в основном используется внутри улуса для отопления зданий в зимнее время. Качество добываемого угля не очень высокое, он дает много золы.

## Геология
Раннемеловые отложений представлены глинистыми песками с невыдержанными прослоями алевролитов,
глин, песчанистых и брекчированных серых известняков в русле реки Кемпендяй обнажены в двух местах: выше одноимённого посёлка в 40 км по прямой (в 7 км ниже устья ручья Тёнгюргес) и
примерно в 1—15 км ниже зимника Чайнгда.

## Цеолиты
Хонгуринские (гора Хонгуру) месторождения цеолитов открыты в 1907 году ссыльным поэтом Петром Дравертом, который возглавлял экспедицию по изучению природных богатств Кемпендяя. Цеолитовая гора находится в 22 км к востоку от поселка Кемпендяй. Цеолитовые породы обычно зеленовато-голубого цвета и являются вулканическими по происхождению. Они плитчатые, довольно крепкие, хотя тонкие плитки можно разломить рукой. Возраст их исчисляется в 400 млн лет. Раньше местные жители использовали эти горные породы для надгробных плит, а некоторые для изготовления курительных трубок. В настоящее время цеолит применяется для очистки воды.